# Брус Макларън
Брус Макларън (на английски: Bruce McLaren) е новозеландски автомобилен състезател, дизайнер, конструктор и пилот от Формула 1. Основател на тима от Формула 1 - Макларън (на английски: McLaren).

## Биография

### Младежки години
Роден е на 30 август 1937 година в Окланд, Нова Зеландия.
Бащата на Брус Макларън бил собственик на автоработилница в Окланд. Едновременно бил успешен мотосъстезател.
В детството си Брус страда от тежко заболяване, като всяко движение му причинявало болка, но това не му попречило да се заеме с един от най-тежките спортове. Завършва Оукландския университет, Брус сериозно започва да се занимава с конструирането на автомобили, получените знания в бъдеще му помагат да създаде собствен спортен автомобил.

### Първи стартове
Започва да се състезава за първи път в планински състезания в родината си с автомобил „Austin 7в“ през 1952 година. По-късно печели състезание с автомобил Купър, което му позволява да замине за Великобритания, изпратен от „Новозеландска федерация по автомобилни спортове“. През 1957 година започва да се състезава във Формула 2 с автомобил „Купър“. В състава на този тим Брус дебютира през 1958 година в състезанието за Голямата награда на Германия в шампионата на Формула 1.

### Пилот от Формула 1
През 1959 година, в старта за Голямата награда на САЩ в Себринг (последен кръг за сезона във Формула 1) печели своята първа победа. Брус е само на 22 години. Сезон 1960, Макларън започва с победа, но бил принуден да се съсредоточи в помощта на своя именит съотборник Джак Брабам в борбата за световната титла. Благодарение на невероятните технически умения на инженерите в „Купър“, сезон 1960 бил много успешен и Брус заема второ място. В последвалите години като пилот, Макларън не е толкова ярък, макар че в трудното състезание за Голямата награда на Монако през 1962 година извоюва красива победа.
През следващата година основава „Bruce McLaren Motor Racing Ltd“, тим който през годините във Формула 1 остава с името Макларън. Брус продължава да се състезава за „Купър“, и през 1964 година печели състезанието за Голямата награда на Нова Зеландия.
Напуска „Купър“ през 1965 година, обявявайки включването на собствен тим в надпреварата за Световния шампионат на Формула 1, като ще бъде първи пилот, а втори пилот ще бъде друг новозеландец - Крис Еймън. Еймън остава в тима до 1967 година, когато преминава във Ферари. През 1968 година Брус привлича за свой съотборник друго „киви“ - Денис Хълм, отличен пилот, станал Световен шампион във Формула 1 предишната година с екипа на Брабам.
В чест на своята родина върху болида е изрисувано новото лого на екипа – „бързото киви“.

## Гибелта
Брус Макларън загива в собствения си болид, конструиран за „CanAm“ сериите, катастрофирайки тежко на 2 юни 1970 година на пистата „Гудууд Сиркуит“, Великобритания.